# 黄山锈毛五叶参
黄山锈毛五叶参（学名：Pentapanax henryi var. tomentosus）是五加科五叶参属锈毛五叶参的变种。分布于中国大陆的浙江、安徽等地，生长于海拔1,300米至1,500米的地区，多生在山谷森林中或石山上，目前尚未由人工引种栽培。